# Dacoderus steineri
Dacoderus steineri är en skalbaggsart som beskrevs av Aalbu, Andrews och Pollock 2005. Dacoderus steineri ingår i släktet Dacoderus och familjen trädbasbaggar. Inga underarter finns listade i Catalogue of Life.